# Philip A. Hart
Philip A. Hart (Bryn Mawr, 1912. december 10. – Washington, 1976. december 26.) az Amerikai Egyesült Államok szenátora (Michigan, 1959–1976).